# Sao cực

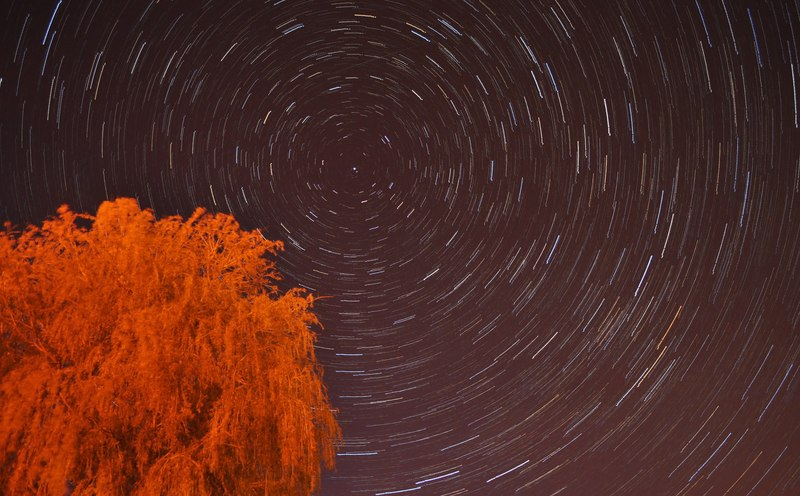
Các circumpolar star ở Bắc Bán cầu, nhìn trông như đang quay quanh Polaris, với kỹ thuật phơi sáng lâu tạo ra ảnh star trail.

Sao cực là một ngôi sao có thể nhìn thấy được gần như thẳng hàng với trục quay của một thiên thể; nghĩa là một ngôi sao có vị trí biểu kiến gần với một trong các thiên cực của thiên thể đó. Trên Trái Đất, một sao cực sẽ nằm ngay trên đầu khi nhìn từ Bắc Cực hoặc Nam Cực. Sao cực gần thiên cực bắc được gọi là sao Bắc Cực, sao cực gần thiên cực nam được gọi là sao Nam Cực.
Hiện tại, sao Bắc Cực của Trái Đất là Polaris (Alpha Ursae Minoris), sao Nam Cực là Polaris Australis (Sigma Octantis).

## Lịch sử
Vào thời cổ đại, sao Kochab (Beta Ursae Minoris) ở gần thiên cực bắc hơn Polaris. Mặc dù không có ngôi sao nào có thể nhìn thấy bằng mắt thường ở gần thiên cực bắc vào thời điểm đó, trung điểm giữa Polaris và Kochab khá gần với cực và có vẻ như toàn bộ chòm sao Tiểu Hùng (trong thời cổ đại được gọi là Cynosura (tiếng Hy Lạp Κυνόσουρα "đuôi chó")) đã được người Phoenicia sử dụng để xác định hướng bắc.
Polaris được mô tả là ἀειφανής (phiên âm là aeiphanes), có nghĩa là "luôn ở phía trên đường chân trời", "luôn tỏa sáng", bởi Stobaeus vào thế kỷ thứ 5, khi nó vẫn còn cách thiên cực bắc khoảng 8°. Trong Vishnu Puranas, Polaris được nhân cách hóa với cái tên Dhruva ("bất động, cố định").
Cái tên stella polaris được đặt ra vào thời Phục Hưng, mặc dù vào thời điểm đó, người ta đã nhận ra rằng Polaris cách thiên cực vài độ; Gemma Frisius vào năm 1547 đã xác định Polaris cách thiên cực 3°8'.

## Sao Bắc Cực

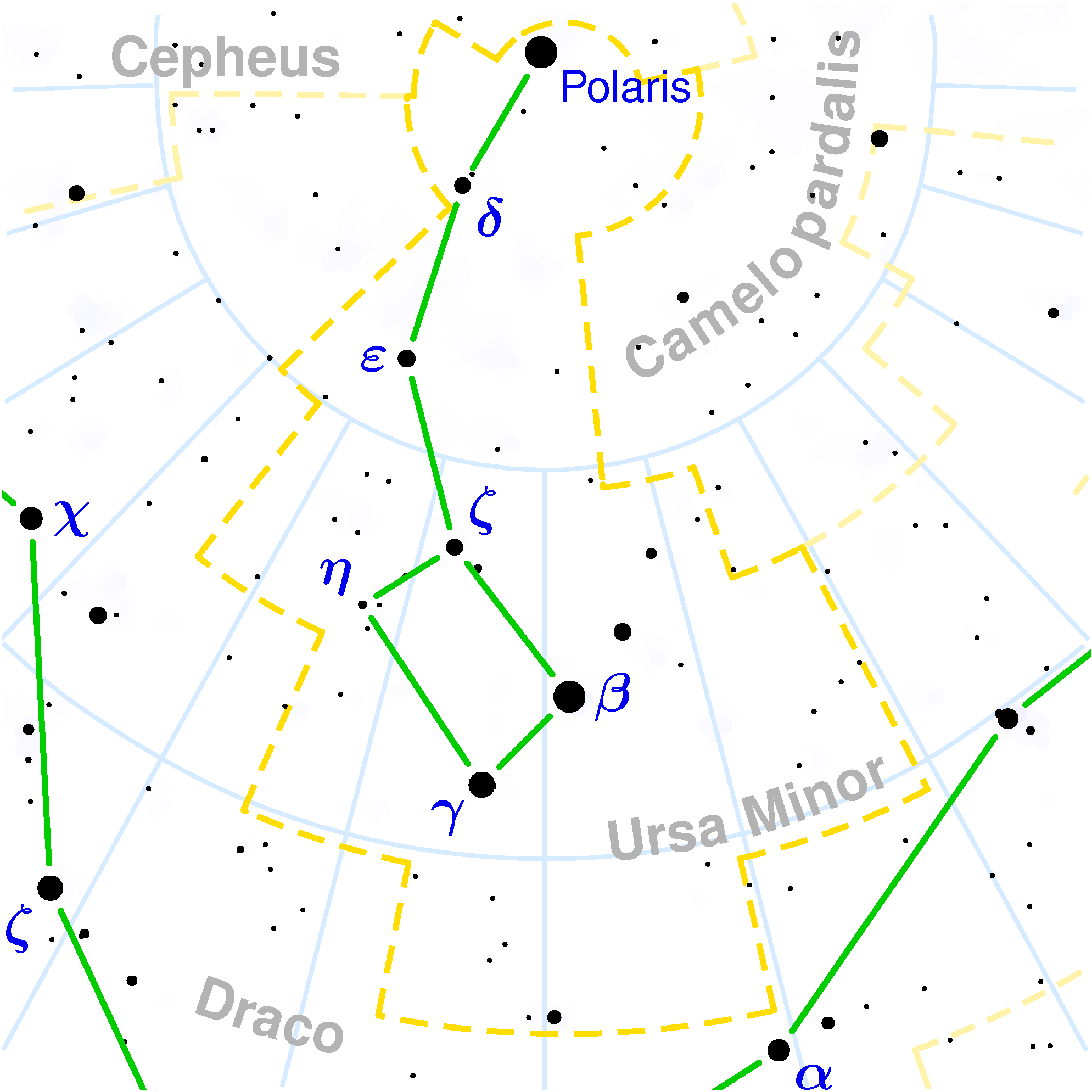
Sao Polaris nằm trong chòm sao Tiểu Hùng.

Sao Bắc Cực là tên gọi cho ngôi sao nằm gần thiên cực trên thiên cầu bắc. Ngôi sao phù hợp nhất hiện nay là sao Polaris (Alpha Ursae Minoris) trong chòm sao Tiểu Hùng.
Sao Bắc Cực trong lịch sử đã được các nhà thám hiểm, hàng hải, người đi rừng sử dụng để xác định vĩ độ của họ trên Trái Đất. Từ một điểm bất kỳ trên bán cầu bắc, giá trị của góc từ đường chân trời tới sao Bắc Cực (cao độ của nó) là bằng vĩ độ của người quan sát trên Trái Đất. Ví dụ, người quan sát nhìn thấy sao Bắc Cực nằm cách chân trời 30°, thì người quan sát đang có mặt tại vĩ độ 30°.
Polaris có cấp sao biểu kiến là 1,97. Khoảng năm 3.000 trước Công Nguyên, sao Thuban trong chòm sao Thiên Long nằm gần thiên cực bắc nên được coi là sao Bắc Cực. Với cấp sao biểu kiến là 3,67, sao Bắc Cực khi đó mờ hơn sao Bắc Cực ngày nay khoảng năm lần. Sao Chức Nữ trong chòm sao Thiên Cầm sẽ trở thành sao Bắc Cực vào khoảng năm 14.000.